# Thirmida circumscripta
Thirmida circumscripta är en fjärilsart som beskrevs av Erich Martin Hering 1927. Thirmida circumscripta ingår i släktet Thirmida och familjen tandspinnare. Inga underarter finns listade i Catalogue of Life.